# Dullingham
Dullingham är en ort och civil parish i Storbritannien.   Den ligger i distriktet East Cambridgeshire, grevskapet Cambridgeshire och riksdelen England, i den sydöstra delen av landet, 80 km norr om huvudstaden London. Dullingham ligger 82 meter över havet och antalet invånare är 767.
Terrängen runt Dullingham är platt. Runt Dullingham är det ganska tätbefolkat, med 149 invånare per kvadratkilometer. Närmaste större samhälle är Cambridge, 18,2 km väster om Dullingham. Trakten runt Dullingham består till största delen av jordbruksmark.